# Francis X. McCarthy
Francis X. McCarthy (nacido como Francis Xavier McCarthy el 15  de febrero de 1942), también conocido como Frank McCarthy, es un actor estadounidense.

## Biografía
Francis X. McCarthy empezó su carrera como áctor en 1979. Ha aparecido desde entonces en películas como Un genio con dos cerebros (1983), Impacto Profundo (1998) e  Interestelar (2014) . También ha aparecido en películas para televisión como Alcatraz (1980), en series como 21 Jump Street (1987) o en miniseries como 10,5 Apocalipsis (2006). Hoy en día todavía continua con su carrera como actor.

## Filmografía (Selección)

### Películas
- 1979: Un último grito de ayuda (película para televisión)
- 1980: Alcatraz (película para televisión)
- 1983: Un genio con dos cerebros
- 1985: Alquiler de Verano
- 1987: Escuela de Verano
- 1988: Acción Jackson
- 1988: Alien Nación
- 1990: Visiones de noche (película para televisión)
- 1994: La sombra de una obsesión
- 1997: La Reliquia
- 1998: Impacto profundo
- 1998: BASEketball
- 2012: Imaginaerum
- 2014: Interestelar
- 2015: La sorpresa de Navidad (película para televisión)

### Series
- 1987: 21 Jump Street (4 episodios)

- 1995: Melrose Place (7 episodios)
- 1998: El abogado (5 episodios)
- 2006: 10,5: Apocalipsis (Miniserie)
- 2007: Carrera a Marte (Miniserie)
- 2016: Segunda Oportunidad (4 episodios)